# Virus de la mosaïque dorée du haricot
Bean golden mosaic virus
Espèce
Le virus de la mosaïque dorée du haricot (BGMV, Bean golden mosaic virus) est une espèce de virus du genre Begomovirus, dont c'est l'espèce-type, présent essentiellement en Amérique tropicale. Ce sont des virus à ADN simple brin circulaire, classés dans le groupe II de la classification Baltimore, qui infectent  des plantes de la famille des Fabaceae, en particulier le haricot (Phaseolus vulgaris).